# Club Atlético Almirante Brown (Arrecifes)
El Club Atlético Almirante Brown, más conocido como Brown de Arrecifes, es una entidad que tiene su sede en Arrecifes, en la provincia de Buenos Aires, Argentina. Fue fundado el 14 de octubre de 1917 y juega de local en el estadio Estadio Municipal. Jugó en la B Nacional desde la temporada de 1997/98 hasta la 2002/03. Actualmente milita en la Liga de Fútbol de Arrecifes.

## Historia
El Club Atlético Almirante Brown fue fundado el 14 de octubre de 1917, por José Ryan y Stegmann.
Almirante Brown ganó el Torneo Argentino B 1995-96. Un año después, el 28 de junio de 1997, el equipo llegó a la Primera B Nacional al derrotar a Sportivo Ben Hur 1-0 en Rafaela, Santa Fe. El equipo fue dirigido por Rodolfo Motta.
Durante su debut en la Primera B Nacional, Brown terminó sexto en la primera etapa, pero luego terminó último en el grupo B. En su segunda temporada en la Primera B Nacional (1998/99) fue dirigido técnicamente por el entonces debutante como DT, Gerardo Martino. Jugó el Reducido por el segundo ascenso a Primera División, pero fue eliminado en octavos de final por All Boys.
Brown hizo su mejor actuación en la temporada 2000-01, estando cerca de ascender a Primera División, aunque el equipo fue derrotado por San Martín de Mendoza antes de llegar a las semifinales. Brown jugó en la segunda división hasta 2003, cuando el equipo fue relegado al Torneo Argentino A.
Fueron dos años duros para el club. Dos años sin ganar partidos. Ni en el Argentino A, ni en el Argentino B. Fue tan pobre su actuación, que descendió en la temporada 2004/05 al Torneo Argentino C. Almirante Brown fue el único equipo al que el Consejo Federal no lo invitó a jugar el torneo siguiente. Desde entonces, Almirante juega en la Liga de Fútbol de Arrecifes, de la que volvió a ser campeón y obtuvo en 2008 su decimoctava estrella.
En el año 2009 volvió a jugar en torneos de AFA pero esta vez en el Torneo del Interior 2009, finalizando tercero en su zona. En el año 2014 vuelve a disputar el Torneo del Interior; esta vez la actuación fue mucho mejor, cayendo en semifinales por penales ante Compañía General de Salto. 
Luego de varios años cayendo en instancias finales de la liga local Brown volvía a ser campeón en el Torneo Apertura 2014 y así consiguió su título local número 19. Sigue aumentando la diferencia con sus perseguidores que tienen 11 títulos. También ganó el Torneo Clausura 2014 bajo la dirección técnica de Pedro Palito Galván.

## Uniforme
Los colores del club están relacionados con los orígenes de sus fundadores: negro (tomado de la bandera alemana) y verde (el color tradicional de la selección irlandesa).
Indumentaria
| Período       | Patrocinador |
| ------------- | ------------ |
| 1980–1983     | Texport      |
| 1984–1991     | Nanque       |
| 1991-1995     | Reusch       |
| 1995–1997     | ED           |
| 1997–1998     | Taiyo        |
| 1998-1999     | Reusch       |
| 1999–2002     | Envión       |
| 2002–2005     | Don Balón    |
| 2005–2010     | ED           |
| 2010–2011     | Don Balón    |
| 2012–2013     | ED           |
| 2013–2017     | Sport 2000   |
| 2018–presente | Coach        |

Patrocinador
| Período       | Patrocinador         |
| ------------- | -------------------- |
| 1991-1995     | Viola Camiones       |
| 1995-1999     | La Primera Alborada  |
| 1999-2002     | Ninguno              |
| 2002-2004     | Edición On Line      |
| 2004-2005     | Don Balón            |
| 2005-2010     | SFI Comunicaciones   |
| 2010-2012     | SSP                  |
| 2012–2017     | SFI Comunicaciones   |
| 2018–2019     | Bouvier distribución |
| 2020–presente | Deli Distribuidora   |

## Datos del club
- Temporadas en la B Nacional:  6 (1997-2003)[7]
- Temporadas en el Argentino A:   2 (1996/1997) Y (2003/2004)
- Temporadas en el Argentino B:   2 (1995/1996) Y (2004/2005)
- Mejor actuación en B Nacional:  6º puesto en 1997/98 y 2000/2001
- Peor actuación en B Nacional:   20 (Último) Apertura 2002, luego descenso.
- Mejor actuación en Argentino A: Campeón (1996/97)
- Peor actuación en Argentino A:  Descenso (2003/04)
- Mejor actuación en Argentino B: Campeón (1995/1996)
- Peor actuación en Argentino B:  Descenso (2004/05)

## Palmarés

### Torneos nacionales
- Torneo Argentino A (1):  1996/97.[8]
- Torneo Argentino B (1):  1995/96.[9]

### Torneos regionales
- Liga de Fútbol de Arrecifes (20):[5] 1942, 1944, 1951, 1953, 1972, 1973, 1977, 1978, 1982, 1984, 1992, 1993, 1994, 1995, 1996, 1997, 1998, 2007, Apertura 2014, Clausura 2014